# Delphine Chanéac

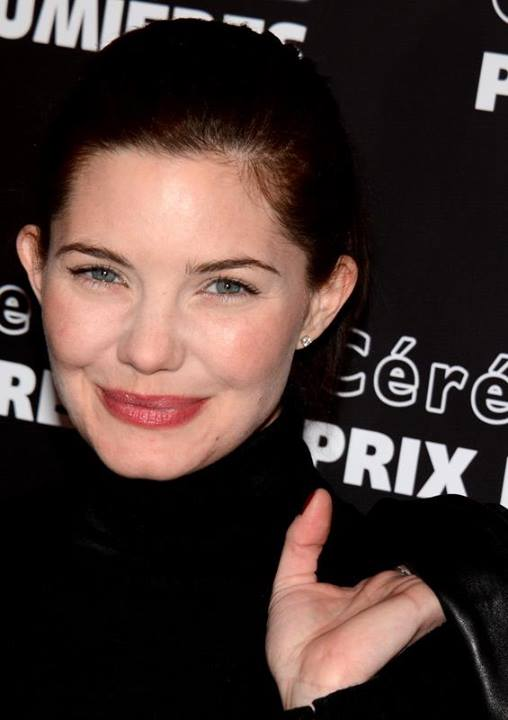
Delphine Chanéac (2014)

Delphine Chanéac (* 14. November 1978 als Louise Delphine Chanéac) ist eine französische Schauspielerin.

## Karriere
Chanéac wirkte seit dem Jahr 2000 in verschiedenen französischen Produktionen mit. Im Jahr 2009 gelang ihr mit dem Psychothriller Splice – Das Genexperiment der Durchbruch. Um sich auf die Rolle vorzubereiten, hörte sie vorwiegend Musik der Band The Cure und Klassik. 2009 stand sie für den Film Verso vor der Kamera, dessen Regisseur der Schweizer Xavier Ruiz war. Im Jahr 2010 ließ sie sich für die französischen Magazine L'Officiel und die Zoo ablichten. Fotograf war der Franzose Sandro Lubbe.

## Filmografie
- 2000: Une femme d’honneur (Fernsehserie, 1 Folge)
- 2000: In Extremis
- 2001: Julie Lescaut (Fernsehserie, 1 Folge)
- 2002: La Vie devant nous
- 2005: Brice de Nice
- 2005: Lola, qui-es tu Lola?
- 2006: Incontrolable
- 2007: Laura
- 2008: Die Patin – Kein Weg zurück
- 2009: Splice – Das Genexperiment (Splice)
- 2009: Verso
- 2010: L’Amour vache
- 2010: The Big Black
- 2012: The Money – Jeder bezahlt seine Preis! (For the Love of Money)
- 2012–2013: Transporter: Die Serie (Transporter: The Series)
- 2017: Demain nous appartient (Fernsehserie, 23 Folgen)